# Henry Creswicke Rawlinson

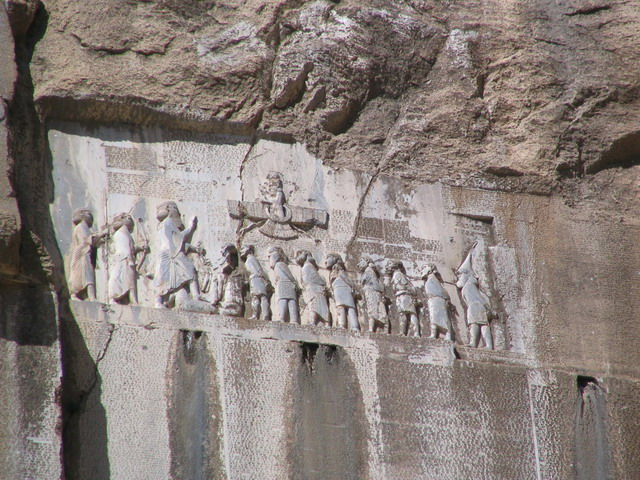
I. Dárajavaus perzsa király tetteit, győzelmeit megörökítő relief és felirat, 50 méterrel a síkság felett

Sir Henry Creswicke Rawlinson (Chadlington, 1810. április 5. – London,  1895. március 5.) diplomata, politikus, katona, asszirológus, az MTA kültagja.

## Élete
1826-ban lépett a Brit Kelet-indiai Társaság katonai szolgálatába. 1827-ben kadétként Indiába ment. 1833-ban őrnagy lett Perzsiában. 1840-ben az angol kormány politikai ügynökké nevezte ki Kandahárba (Afganisztán), 1843-ban hasonló minőségben Arábiába ment, 1843-ban bagdadi konzul, 1851-ben főkonzul lett. 1856-ban Angliába visszatérve a parlament és a kelet-indiai társaság tanácsának tagjává választották és ez utóbbi állását 1858-ban a tanács újjászervezése után is megtartotta. 1859-60-ban teheráni követ volt, 1865-től 1868-ig a parlamentnek volt tagja. A Magyar Tudományos Akadémia 1858-ban kültagjává választotta.

## ADáriusztdicsőítő felirat lemásolása
Rawlinson is tanulmányozta a perszepoliszi feliratot. Grotefendhez hasonlóan, de tőle függetlenül hamar felfedezte a király jelentésű jelcsoportot. Hasonló gondolatmenetet követve megfejtette az ékírást. Mikor kezébe került Grotefend könyve, rájött, hogy ő sokkal messzebb jutott. További feliratokra volt szüksége, hogy az ékírás megfejtésében tovább tudjon lépni, ezért 1846-ban egy csigasor és kötelek segítségével leereszkedett az 50 méter magasságban lévő behisztuni felirathoz. A feliratokat ebben a magasságban másolta le. A felirat óperzsa, elámi és akkád nyelven íródott. Később az odaszállított speciális létrákról másolta tovább a feliratokat. Még 1846-ban kiadta könyvét a megfejtésről. 
Ahogy ilyenkor lenni szokott, a megfejtését eléggé szkeptikusan fogadták. Egyáltalán kétségbe vonták, hogy ismeretlen nyelveken írt ismeretlen jelentésű jeleket egyáltalán el lehet-e olvasni.

## Az angliai Ázsia Társaság tesztje
A Társaság a tudományos világban meglepő, példa nélküli lépésre szánta el magát. Egy birtokába jutott ékírásos szöveg másolatát lepecsételt borítékban eljuttatta Rawlinsonhoz, és még három, az ékírással foglalkozó kutatóhoz, megkérve, hogy olvassa el, és az eredményt lepecsételt borítékban juttassa vissza. Természetesen egyik tudós sem tudta, hogy mások is kaptak ugyanilyen küldeményt. A tudósok más-más utat járva megfejtették az ékírás tartalmát, és visszaküldték a megfejtést az Ázsia Társaságnak. A Társaságnál egy erre a célra összeállt bizottság egyszerre bontotta fel a négy borítékot, és megállapította, hogy a lefordított részekben lényegtelen eltérésektől eltekintve a négy megfejtés megegyezik. A teljes szöveget csak Rawlinson fordította le, és az ő fordítását ítélték a legmegbízhatóbbnak. Ezzel fényesen bebizonyították, hogy az ékírásos szövegek egyértelműen elolvashatóak.
1957-ben megjelenhetett Londonban: „Asszíria királyának, Tiglatpileszárnak egyik felirata. Fordította  Rawlinson, Talbot, dr. Hincks, és Oppert”. Tíz évvel később, már megjelentek az első asszír nyelvű grammatikák. A feliratok kibetűzésén túl a nyelv titkaiba is behatoltak a kutatók. Számos kutató tudja elolvasni az ékírást, ennek csak a szöveg elmosódottsága, hiányossága szabhat határt. Nincs egyéb nehézség.

## Művei
- The Persian cuneiform inscriptions at Behistun (1846)
- History of Assyria, as collected from the inscriptions discovered in the ruins of Niniveh (1852)
- Memorandum on the publication of the cuneiform inscriptions (1855)
- The cuneiform inscriptions of Western Asia (1861-70, 4 folio kötet)
- A selection from the miscellaneous insctriptions of Assyria (1870)
- England and Russia in the East (1875)